# Wyżyna Doniecka

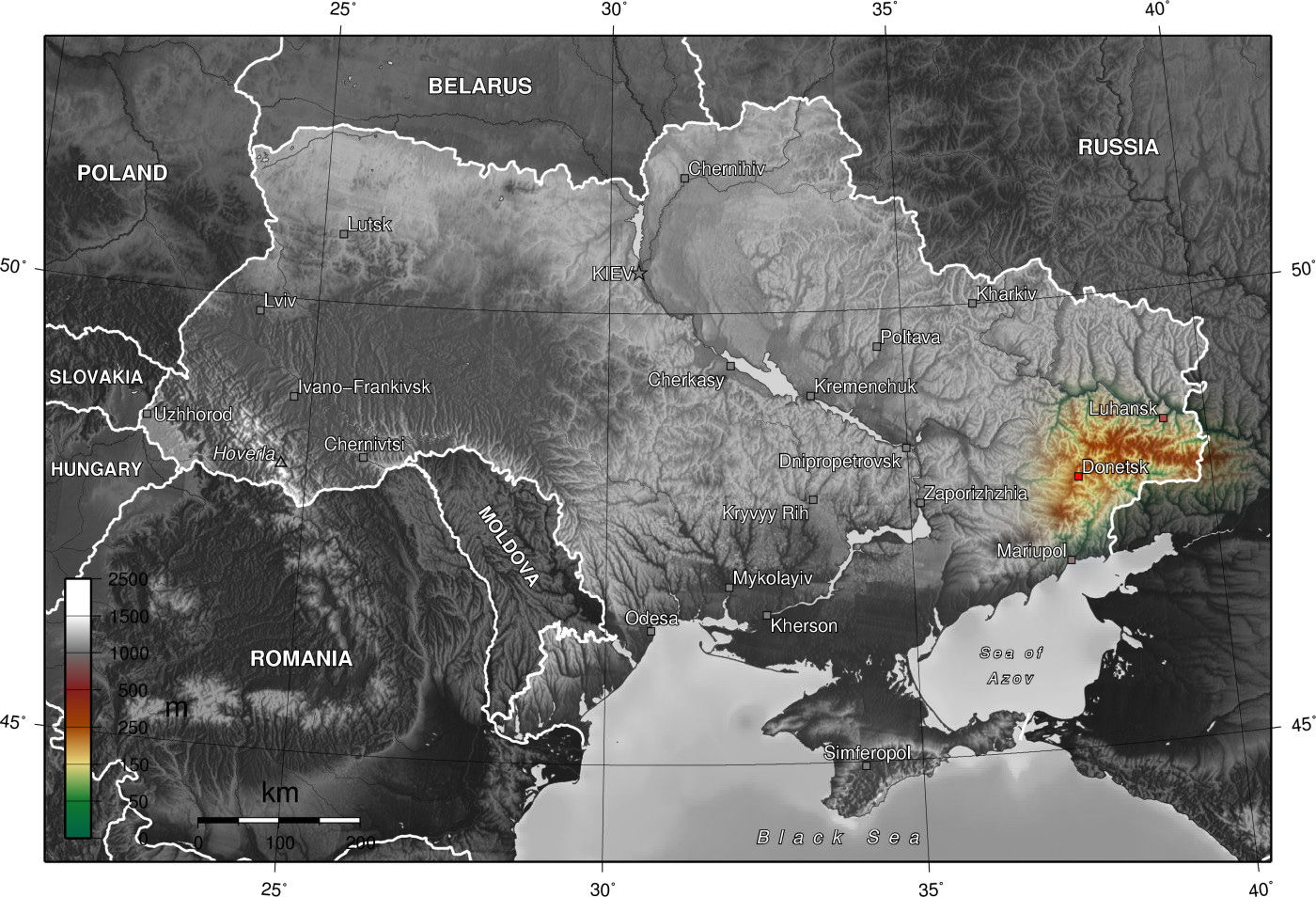
Mapa Ukrainy

Wyżyna Doniecka (ros. Donieckij kriaż, ukr. Donećkyj kriaż) – wyżyna na granicy Rosji i Ukrainy, leżąca na południe od Wyżyny Środkoworosyjskiej. Rozciąga się pomiędzy rzekami Doniec i Don oraz Morzem Azowskim.
Najwyższy szczyt – 367 m n.p.m. (kurhan Mogiła Meczetna). 
Wyżyna Doniecka jest zbudowana z piaskowców, łupków i wapieni, przeławiconych pokładami węgla kamiennego, tworzącymi Donieckie Zagłębie Węglowe.